# Thomas Honegger

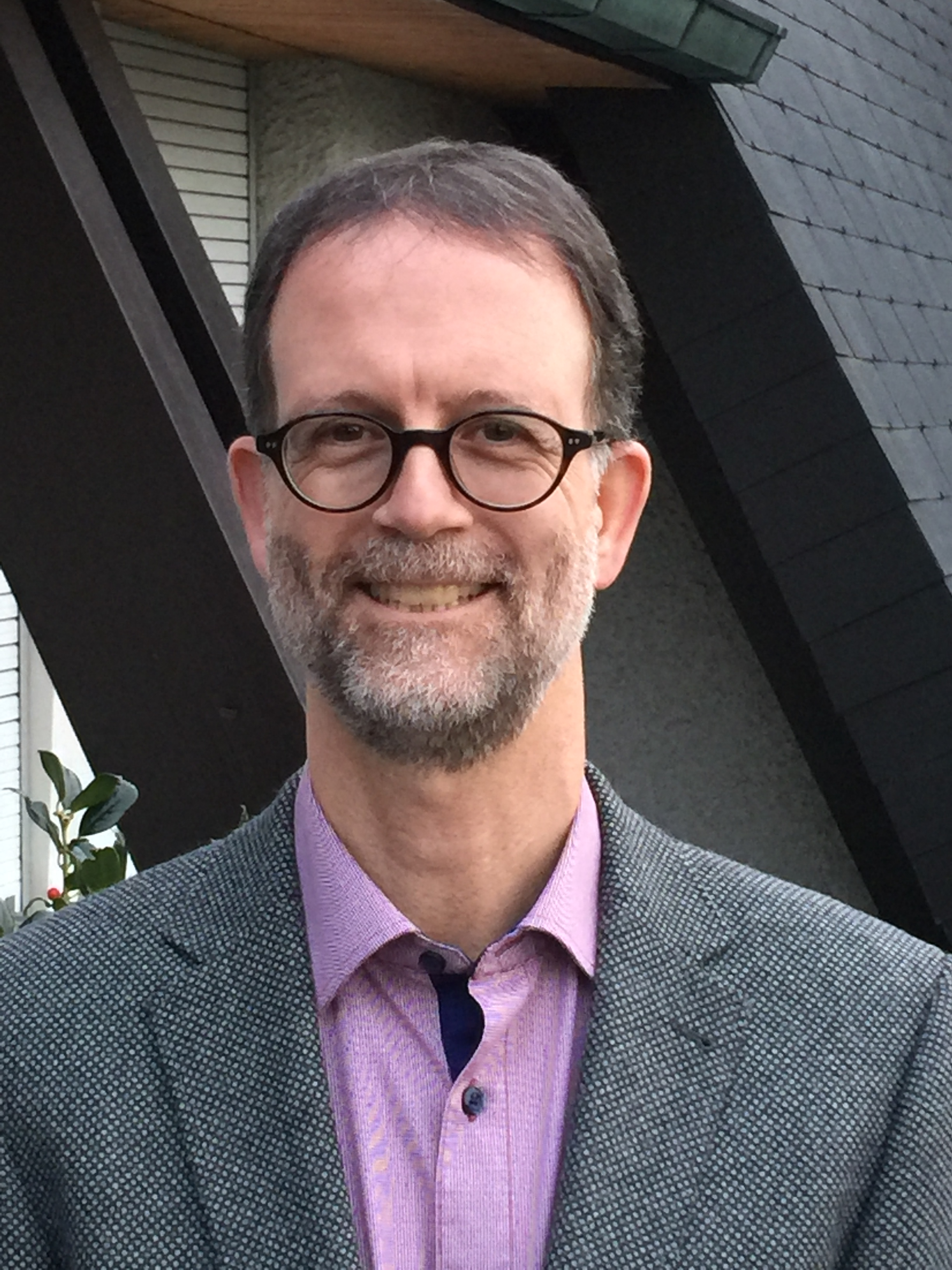
Thomas Honegger (2019)

Thomas Honegger (* 1965 in Zürich) ist ein Schweizer Anglist.

## Leben
Nach der Promotion 1996 zum Dr. phil. an der Universität Zürich und der Habilitation 2001 ebenda wurde er 2002 Professor an der Friedrich-Schiller-Universität Jena.

## Werke (Auswahl)
- From Phoenix to Chauntecleer. Medieval English animal poetry (= Schweizer anglistische Arbeiten. Band 120). Francke, Tübingen 1996, ISBN 3-7720-2432-7 (zugleich Dissertation, Universität Zürich, 1996).
- (Hrsg.): Translating Tolkien. Text and film (= Cormarë series. Band 6). Walking Tree Publ, Zürich 2004, ISBN 3-9521424-9-2.
- mit Eduardo Segura (Hrsg.): Myth and magic. Art according to the Inklings (= Cormarë series. Band 14). Walking Tree Publ., Zürich 2007, ISBN 978-3-905703-08-5.
- mit Maureen F. Mann (Hrsg.): Laughter in Middle-earth. Humour in and around the works of J.R.R. Tolkien (= Cormarë series. Band 35). Walking Tree Publ., Zürich/Jena 2016, ISBN 978-3-905703-35-1.
- Introducing the Medieval Dragon. (= Medieval Animals Series Volume 1). University of Wales Press, Cardiff 2019, ISBN 978-1-78683-468-3.
- Tweaking Things a Little: Essays on the Epic Fantasy of J.R.R. Tolkien and George R.R. Martin.(= Cormarë Series. Band 50), Walking Tree Publ., Zürich/Jena 2023, ISBN 978-3-905703-50-4.